# DeltaPort
Die DeltaPort GmbH & Co. KG ist ein Hafenverbund am Niederrhein, der im Jahre 2012 durch Zusammenlegung von drei öffentlichen Hafenarealen im Kreis Wesel entstand. Im Einzelnen sind dies der Hafen Emmelsum im Stadtgebiet Voerde, der Rhein-Lippe-Hafen Wesel sowie der Stadthafen Wesel. Die drei Hafengebiete liegen zwischen Rheinkilometer 813,24 und 815,90 nahe der Lippemündung sowie des Wesel-Datteln-Kanals und erreichten im Jahr 2023 einen Gesamtumschlag von rund 2,5 Mio. Tonnen. Größter Handelspartner sind die Seehäfen Amsterdam, Rotterdam und Antwerpen.
Kernaufgabe der DeltaPort ist die marktgerechte Bereitstellung, Entwicklung und Instandhaltung von Flächen und Infrastruktur im Bereich der drei Häfen und des Bahnbetriebes. Das Ziel ist die Vermarktung dieser entwickelten Flächen an Gewerbe- und Industriebetriebe sowie hafenaffine Nutzer.

## Entwicklung zur Hafengesellschaft „DeltaPort“

### Hafenplanungen für die Lippemündung
Ihren Ursprung hat die DeltaPort GmbH & Co. KG in der Rhein-Lippe-Hafen Wesel GmbH, die bis Anfang der 1990er Jahre lediglich eine kommunale Gesellschaft zum Betrieb des Rhein-Lippe-Hafens Wesel war.
Der erste größere Schritt Richtung DeltaPort erfolgte 1993. Vor dem Hintergrund der gravierenden Einbrüche im Bergbau und insbesondere aufgrund der Ergebnisse der damaligen „Kohlerunde“ 1991 stand die Region vor einem durchgreifenden Strukturwandel. Aufgrund dessen wurde ein gemeindeübergreifendes Konzept zur Mobilisierung von Industrie- und Gewerbeflächen im sogenannten „LippeMündungsraum“ erarbeitet. Dieses Konzept beinhaltete damals neben einer sofortigen Aktivierung von Industrie- und Gewerbeflächen in den Bereichen Voerde-Emmelsum und Hünxe-Bucholtwelmen auch die mittelfristige Entwicklung eines Industrie- und Gewerbeareals am Rhein-Lippe-Hafen Wesel.
Neben der Vermarktung der Flächen im „LippeMündungsraum“ gab es in den darauffolgenden Jahren auch Überlegungen, die Hafenstandorte zu optimieren. Denn zwei Gesellschafter der Rhein-Lippe-Hafen Wesel GmbH, nämlich der Kreis Wesel sowie die Stadt Wesel, betrieben zwei benachbarte Häfen (Hafen Emmelsum, Stadthafen Wesel), womit eine engere Zusammenarbeit der Häfen naheliegend war. Daneben forderten der Strukturwandel und die wirtschaftliche Entwicklung der Region zu einem Logistikstandort eine Fortschreibung des Entwicklungskonzepts.
Daraus folgte die Entscheidung, die Entwicklung mit Hilfe eines Masterplanes voranzubringen, der die Hafeninfrastrukturen am Niederrhein bewerten, Entwicklungsszenarien darstellen und Kooperations- und Vernetzungsmöglichkeiten aufzeigen sollte. Die Erstellung des Masterplanes „Häfenkooperation NiederRhein“ war ein Projekt, bei dem die wichtigsten Häfen des Niederrheins zusammengearbeitet haben. Dies waren der Eigenbetrieb Hafen Emmelsum (Hafen Emmelsum), die Rhein-Lippe-Hafen Wesel GmbH (Rhein-Lippe-Hafen Wesel), die Stadtwerke Wesel GmbH (Stadthafen Wesel), duisport (Hafen Duisburg), die NIAG (NIAG Hafen Orsoy) sowie die Stadtwerke Emmerich GmbH (Hafen Emmerich). Der Masterplan „Häfenkooperation NiederRhein“ wurde durch das Fraunhofer-Institut für Materialfluss und Logistik erstellt und Mitte 2010 veröffentlicht. In dem Gutachten wurde ein Investitionsbedarf von rund 100 Millionen Euro veranschlagt, und eine Partnerschaft der Häfen  Wesel, Emmelsum, Rhein-Lippe, Orsoy, Emmerich und einem international agierenden Partner wie dem Hafen Duisburg empfohlen.
Anderthalb Jahre später berichtete die regionale Presse über den ersten Schritt zu einer gemeinsamen Hafengesellschaft. Die neue Hafengesellschaft sollte dabei bestimmte Charakteristika aufweisen. Hierzu zählte insbesondere, dass nur noch die Kommunen an der neuen Hafengesellschaft beteiligt sein sollten, auf deren Gebiet ein Hafenbecken liegt. Des Weiteren sollte sichergestellt werden, dass die Hafengesellschaft jederzeit überwiegend durch die öffentliche Hand beherrscht würde. Grundlage der gemeinsamen Hafengesellschaft sollte die Rhein-Lippe-Hafen Wesel GmbH sein, an der bereits die Gesellschafter beteiligt waren, die auch an der neuen Hafengesellschaft partizipieren sollten.
Daraufhin erfolgte am 20. Juni 2012 die Herauslösung der Gesellschafter Gemeinde Hünxe und Stadt Dinslaken aus der Rhein-Lippe-Hafen GmbH und am 24. August 2012 die Gründung der neuen Hafengesellschaft „DeltaPort GmbH & Co. KG“ und „DeltaPort Verwaltungs GmbH“ durch Umwandlungsbeschluss.
Die Einbringung der Häfen Emmelsum und Stadthafen Wesel sowie von Gewerbe- und Industriegrundstücken der Stadt Wesel am Hafenstandort Rhein-Lippe-Hafen Wesel sollte direkt folgen. Der Abschluss eines Konsortialvertrages sowie der Einbringungsvorgänge erfolgten dann Ende August 2013 rückwirkend zum 1. Januar 2013.

### DeltaPort Niederrheinhäfen
Anfang 2018 wurde unter dem Namen „DeltaPort Niederrheinhäfen Orsoy – Voerde – Wesel – Emmerich“ eine Marketinggesellschaft gegründet, die neben dem Standort DeltaPort mit dem Port Emmerich sowie dem Hafen Rheinberg-Orsoy zwei weitere Häfen am Niederrhein bewirbt.

## Hafen Emmelsum

### Geschichte

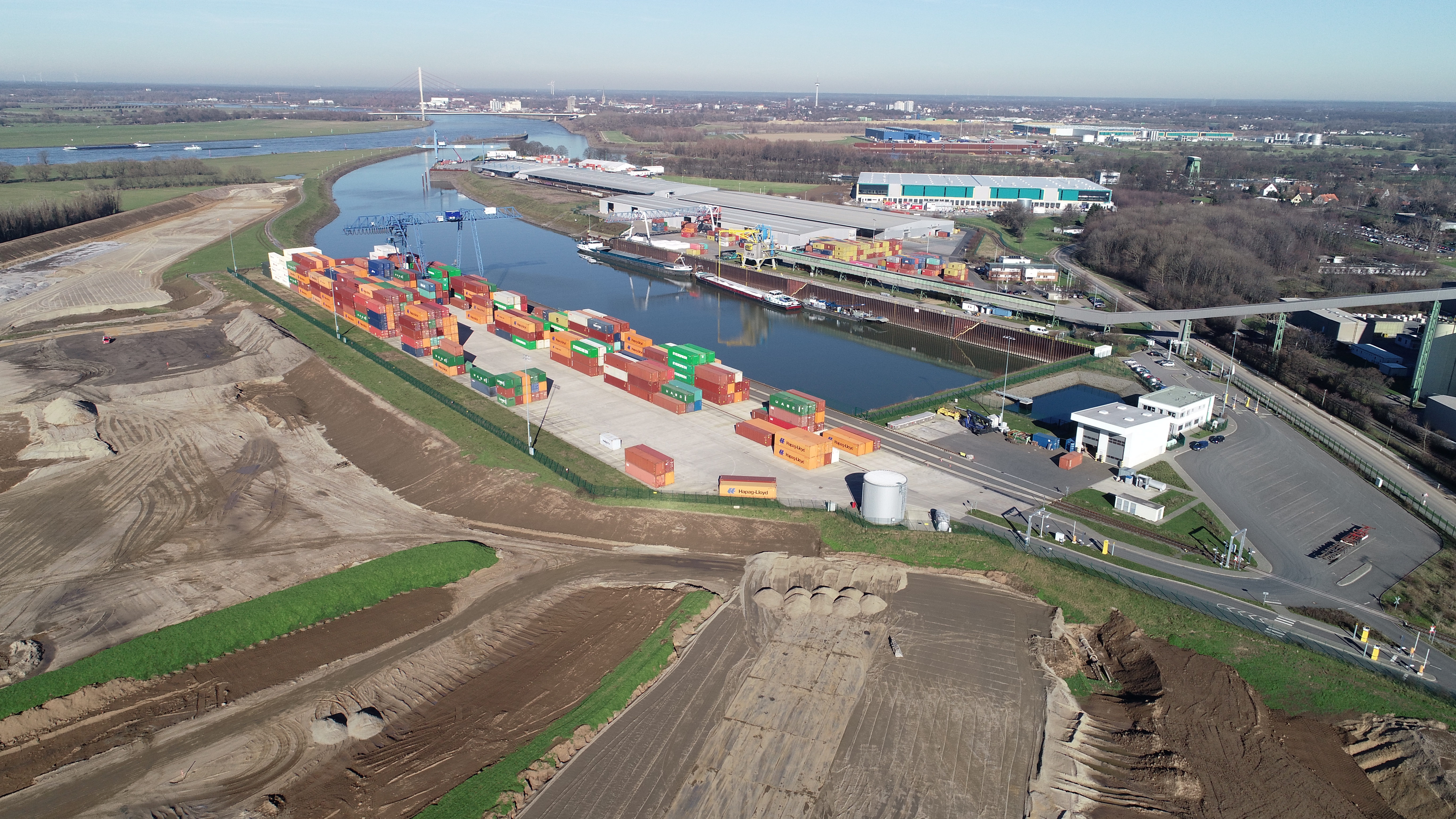
Hafen Emmelsum, Voerde

Der Hafen Emmelsum wurde in den Jahren von 1969 bis 1972 im damaligen Kreis Dinslaken auf Voerder Stadtgebiet im Ortsteil Emmelsum erbaut. Grund war die Ansiedlung eines Aluminiumwerkes durch die Kaiser-Preussag-Aluminium GmbH & Co. KG. Anfang 1971 wurde die Ofenreihe mit 188 Elektrolysezellen in Betrieb genommen. Über den Hafen sollten die Rohstoffe angeliefert werden.
Im Zuge der kommunalen Neugliederung 1975 fiel der Hafen dem neugegründeten Kreis Wesel zu, der ihn organisatorisch in einem Eigenbetrieb organisierte.

### Aktuell
Der trimodale (Wasser, Straße, Schiene) Hafen Emmelsum entwickelte sich durch die Ansiedlung eines Papierherstellers sowie drei weiterer Logistikunternehmen zu einem Container- und Stückguthafen. Er verfügt über eine eingehauste Saugvorrichtung für Schüttgüter sowie insgesamt drei Portalkrane mit einer jeweiligen Tragfähigkeit von 50 Tonnen. Das Hafenbecken verfügt im Bereich der drei Krananlagen über Kaimauern mit einer Gesamtlänge von insgesamt 715 Metern. Das Sohlenniveau entspricht dem des Rheins, so dass jedes rheingängige Schiff den Hafen Emmelsum anlaufen kann. Die Größe des Hafenbeckens erlaubt 6er-Schubverbandseinheiten.
Der Hafen Emmelsum besitzt eine Ansiedlungsfläche von ca. 41 ha, 26 ha sind derzeit belegt und 15 ha stehen als Erweiterungsflächen zur Verfügung.
Ferner besitzt der Hafen Emmelsum eine eigene Schieneninfrastruktur mit einer Gesamtlänge von 13 Kilometern. Mit diesem Gleisanschluss wird das Hafenareal sowie das Gewerbegebiet Hünxe-Bucholtwelmen über die Bahnstrecke Oberhausen – Spellen, unabhängig von der parallel verlaufenden Bahnstrecke Oberhausen – Emmerich in Oberhausen an das Schienennetz der Deutschen Bahn angeschlossen.
Im Jahr 2023 betrug der Gesamtumschlag (Schiff und Bahn) im Hafen Emmelsum 650.000 Tonnen.

## Rhein-Lippe-Hafen Wesel

### Geschichte

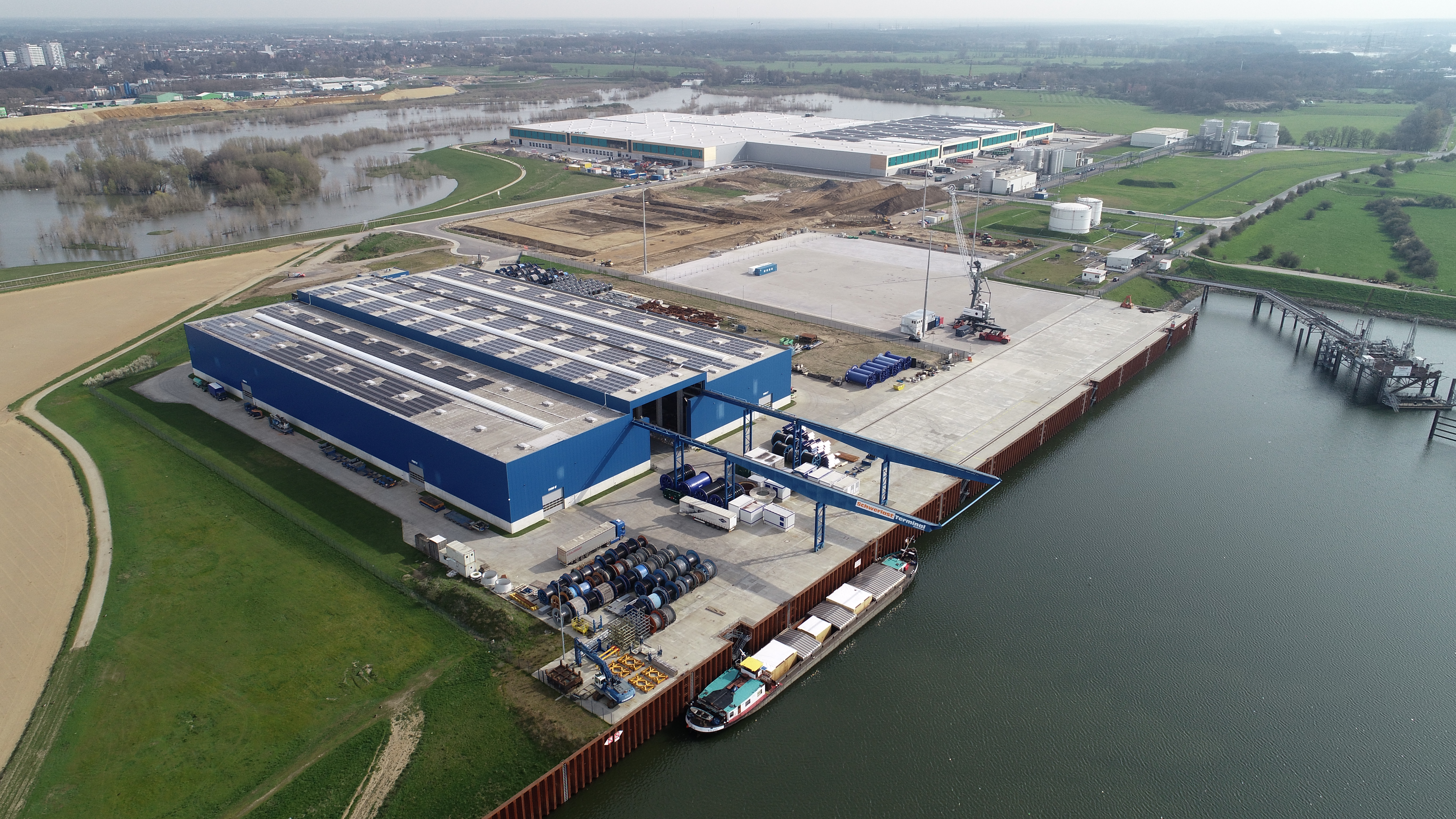
Rhein-Lippe-Hafen Wesel

Im Jahre 1950 griff die Stadt Wesel die Konzeption für den Bau eines Industrie- und Umschlaghafens im Lippemündungsraum wieder auf, die bereits zu Beginn des Jahrhunderts diskutiert und hauptsächlich aufgrund der beiden Weltkriege nicht umgesetzt wurde. Zum tatsächlichen Bau des Hafens kam es aber erst Ende der fünfziger Jahre, als die Gelsenberg-Benzin AG eine große Mineralölumschlagsanlage errichtete, um die Industrieanlagen am Firmensitz in Gelsenkirchen per Pipeline versorgen zu können. 1960 wurde die Hafenerweiterung fertiggestellt, durch die eine Umschlagseinrichtungen für Mineralölprodukte sowie ein Tanklager in Betrieb genommen werden konnten. Seitdem diente der Rhein-Lippe-Hafen Wesel ausschließlich dem Umschlag von Mineralölprodukten.

### Aktuell
Der Rhein-Lippe-Hafen Wesel ist ein Universalhafen für Flüssigprodukte, Container, insbesondere Kühlcontainer. Der Hafenstandort verfügt über eine Löschbrücke mit zwei Verladeeinrichtungen zum Umschlag von Flüssiggütern. Das Sohlenniveau entspricht dem des Rheins, so dass jedes rheingängige Schiff den Rhein-Lippe-Hafen Wesel anlaufen kann. Die Größe des Hafenbeckens erlaubt des Weiteren Schiffsgrößen bis zu 6er-Schubverbandseinheiten.
Im Jahr 2023 betrug der Schiffsumschlag rund 630.000 Tonnen.
Der Rhein-Lippe-Hafen besitzt ein Böschungsufer mit einer Gesamtlänge von 1.350 m, sowie eine Kaianlage von insgesamt 300 Metern Länge. Für Ansiedlungen stehen insgesamt 81 ha zur Verfügung, von denen 54 ha bereits belegt sind und 27 ha für eine gewerblich-industrielle Nutzung entwickelt werden.

## Stadthafen Wesel

### Geschichte

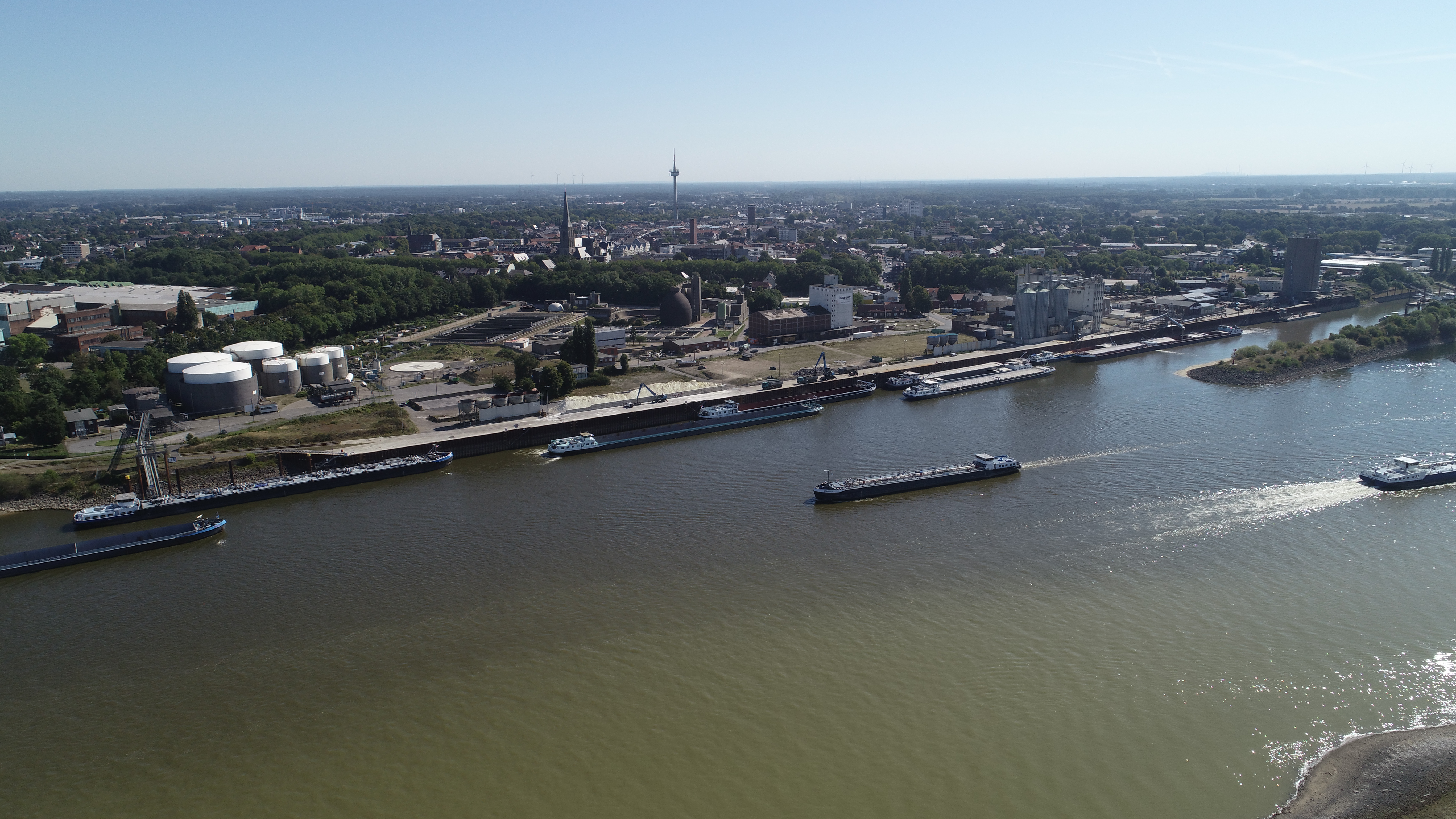
Stadthafen Wesel

Die erste urkundliche Erwähnung von Schiffshandel bei der Stadt Wesel, damals noch an der Lippe, erfolgte bereits um 1355. Im Jahre 1650 wurde dann das erste Hafenbecken am Rhein gebaut. 1896 folgte der Bau eines zweiten Hafenbeckens. Dieses hatte zunächst die Hauptfunktion eines Schutz- und Sicherheitshafens. Der ältere Hafenbereich wurde dann 1927 wieder verfüllt. Nach den erheblichen Zerstörungen in Folge des Zweiten Weltkrieges ist der städtische Rheinhafen Wesel seit 1950 wieder in Betrieb. Im städtischen Rheinhafen Wesel werden hauptsächlich mineralische Schüttgüter, Futtermittel und Mineralölprodukte umgeschlagen.

### Aktuell
Der trimodal (Wasser, Straße, Schiene) angebundene Stadthafen hat sich in den vergangenen Jahren zu einem Umschlagshafen für Agrargüter, Schütt- und Massengüter sowie Flüssiggüter entwickelt. Aufgrund fehlender Erweiterungsflächen soll der Stadthafen in seiner jetzigen Funktion erhalten und gestärkt werden.
Der Stadthafen Wesel verfügt über mobile Bagger, eine Mineralölumschlagsanlage, Förderbänder, eine Sauganlage für Schüttgüter sowie eine eingehauste Salzverladeanlage. Ferner besitzt die Betriebsstätte eine Kaimauer mit einer Gesamtlänge von 815 Metern.
Der Stadthafen Wesel verfügt über eine eigene Schieneninfrastruktur mit einer Gesamtlänge von rund fünf Kilometern. Die Anbindung an das deutsche Schienennetz erfolgt im Bahnhof Wesel an die Bahnstrecke Oberhausen – Arnhem.
Der Gesamtumschlag (Schiff und Bahn) betrug im Jahre 2023 1,2 Mio. Tonnen.